# Hundepfeife

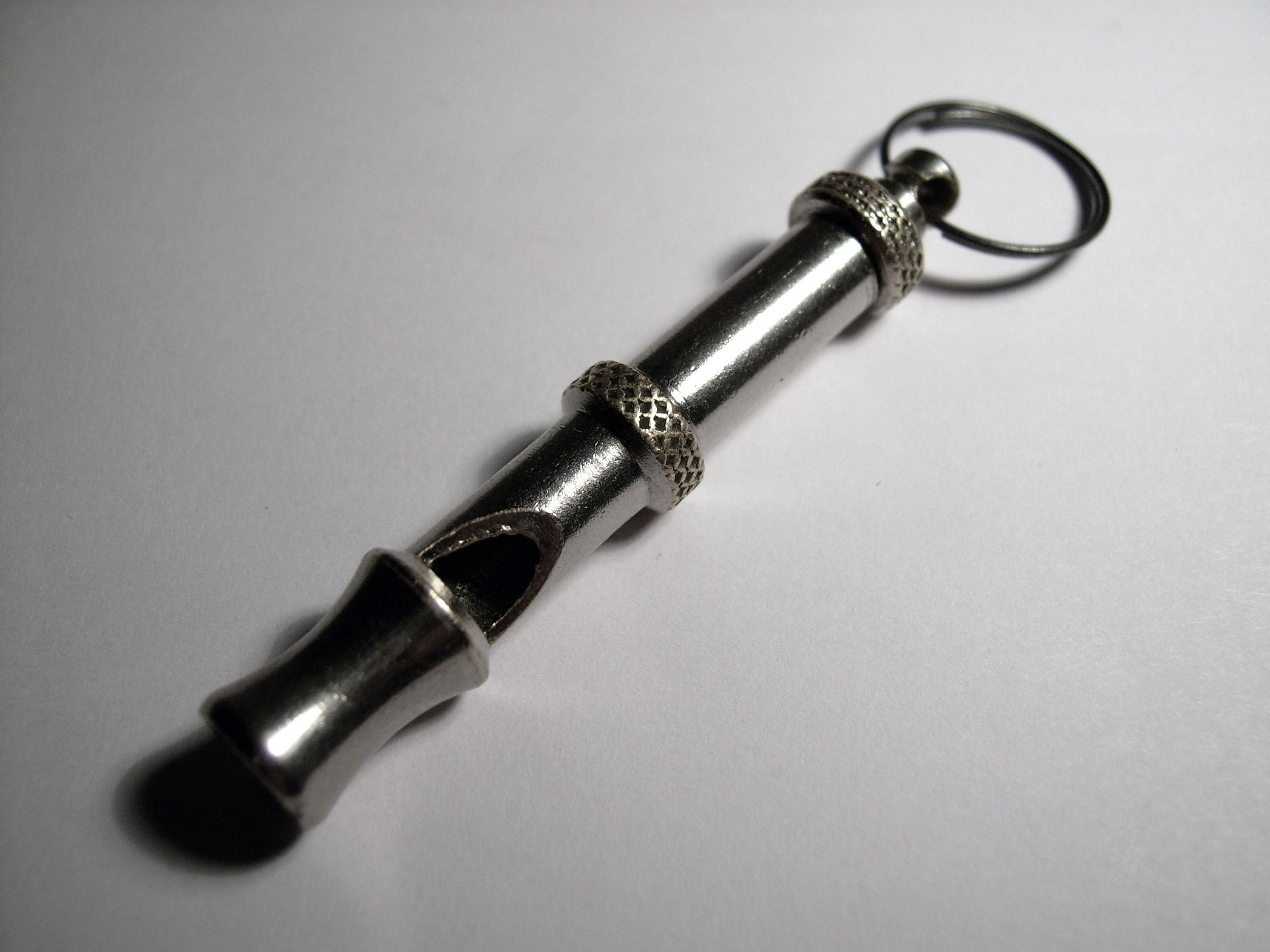
Ultraschallpfeife mit einstellbarer Frequenz

Hundepfeifen sind Hilfsmittel, mit denen Hundeführer dem Hund akustische Signale (Hörzeichen) geben. Es werden alle Arten von Pfeifen verwendet: Trillerpfeifen, Schrillpfeifen etc. Eine besondere Pfeife, die Galtonpfeife,  wurde von Francis Galton erfunden. Der Frequenzbereich seiner Hundepfeife liegt weitgehend außerhalb des menschlichen Hörbereichs (Hörfläche), nur der Hund hört den Ton. Typischerweise werden Frequenzen von 16.000 Hz bis 22.000 Hz verwendet. Ein Produkt auf dem deutschen Markt verwendet Frequenzen von 5.400 bis 12.800 Hz. Die meisten Hundepfeifen werden, ähnlich den Trillerpfeifen, durch Hineinblasen betrieben. Bei einigen Modellen der Hochfrequenzpfeifen ist die Frequenz des Pfeiftons über ein Gewinde einstellbar. Der Hund wird dann gemäß der Einstellung auf eine bestimmte Frequenz konditioniert.
Es gibt Modelle, die piezoelektrisch funktionieren.
Richtig eingesetzt ist die Hundepfeife ein bewährtes Mittel, um bestimmte gewollte und antrainierte Verhalten abzufordern. Dabei können Trillerpfeife, Schrillpfeife und Galtonpfeife einzeln oder kombiniert verwendet werden. Eine für die Ausbildung und Führung von Jagdhunden verwendete Pfeife kann von beiden Seiten benutzt werden und erzeugt einmal einen Trillerpfiff, einmal einen hohen Einzelton. Professionelle und erfahrene Hundeausbilder bevorzugen die (für den Menschen leise) Galtonpfeife mit Signalen, die Morsezeichen ähneln. Voraussetzung ist stets, dass der Hund die Signale kennt und als Aufforderung für ein bestimmtes Verhalten versteht. Dies kann nur durch intensives Training (meist durch Konditionierung, z. B. Klickertraining) erreicht werden.

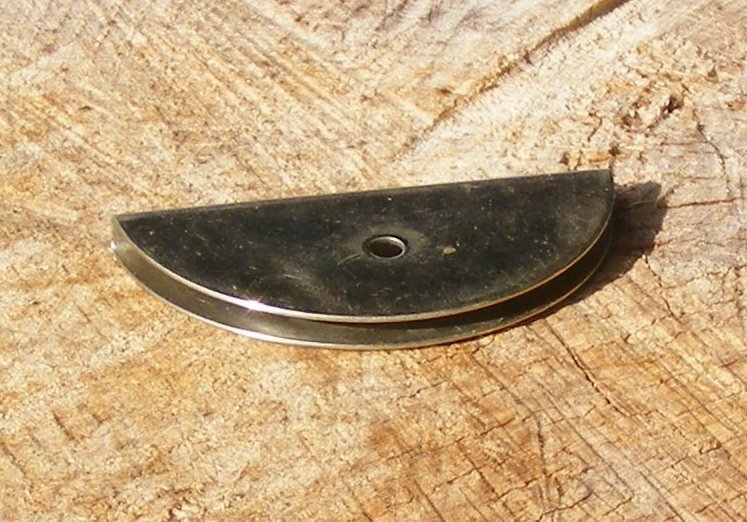
Hütehundepfeife, mehrere Tonhöhen sind möglich
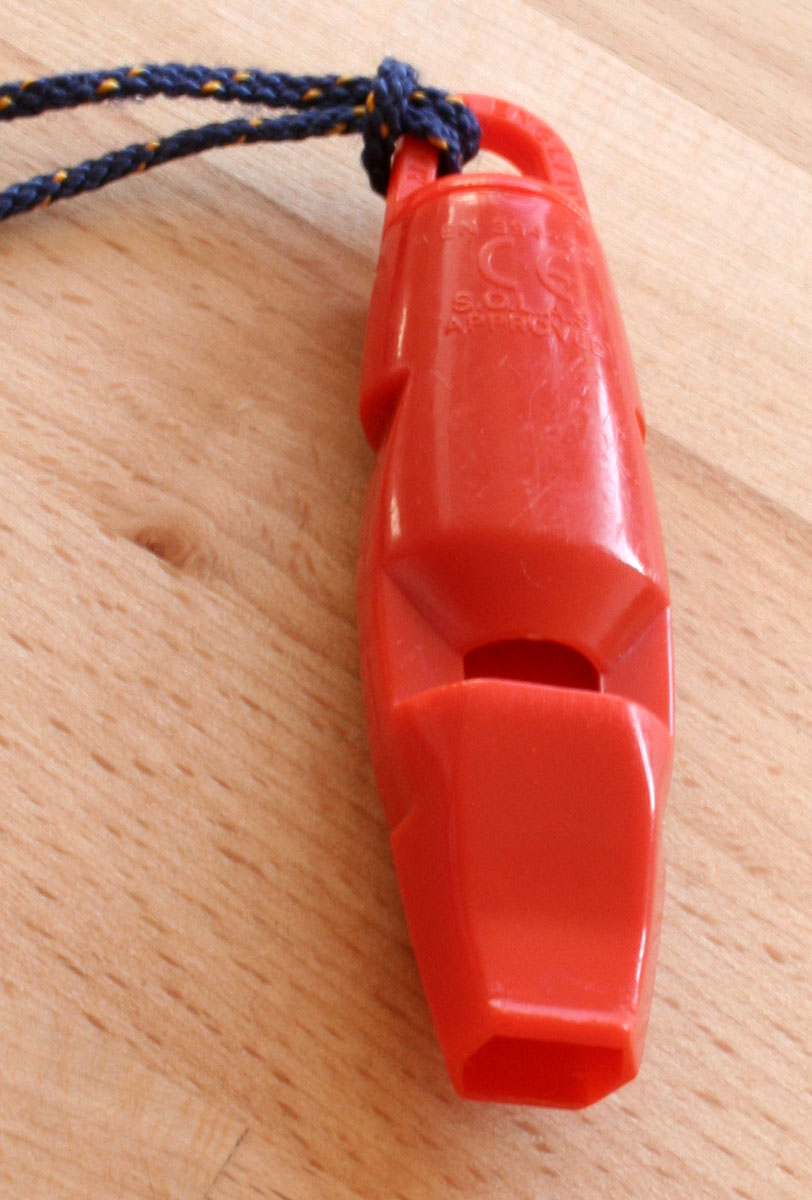
Schrillpfeife, ähnlich der Trillerpfeife